# شویچی ایشیگورو
شویچی ایشیگورو (انگلیسی: Shuichi Ishiguro؛ زادهٔ ۶ اوت ۱۹۴۵) کشتی‌گیر اهل ژاپن بود.